# Arquidiócesis de Poznan
La arquidiócesis de Poznan (en latín: Archidioecesis Posnaniensis y en polaco: Archidiecezja poznańska) es una circunscripción eclesiástica de la Iglesia católica en Polonia. Se trata de una arquidiócesis latina, sede metropolitana de la provincia eclesiástica de Poznan. Desde el 19 de marzo de 2025 su arzobispo es Zbigniew Jan Zieliński.

## Territorio y organización

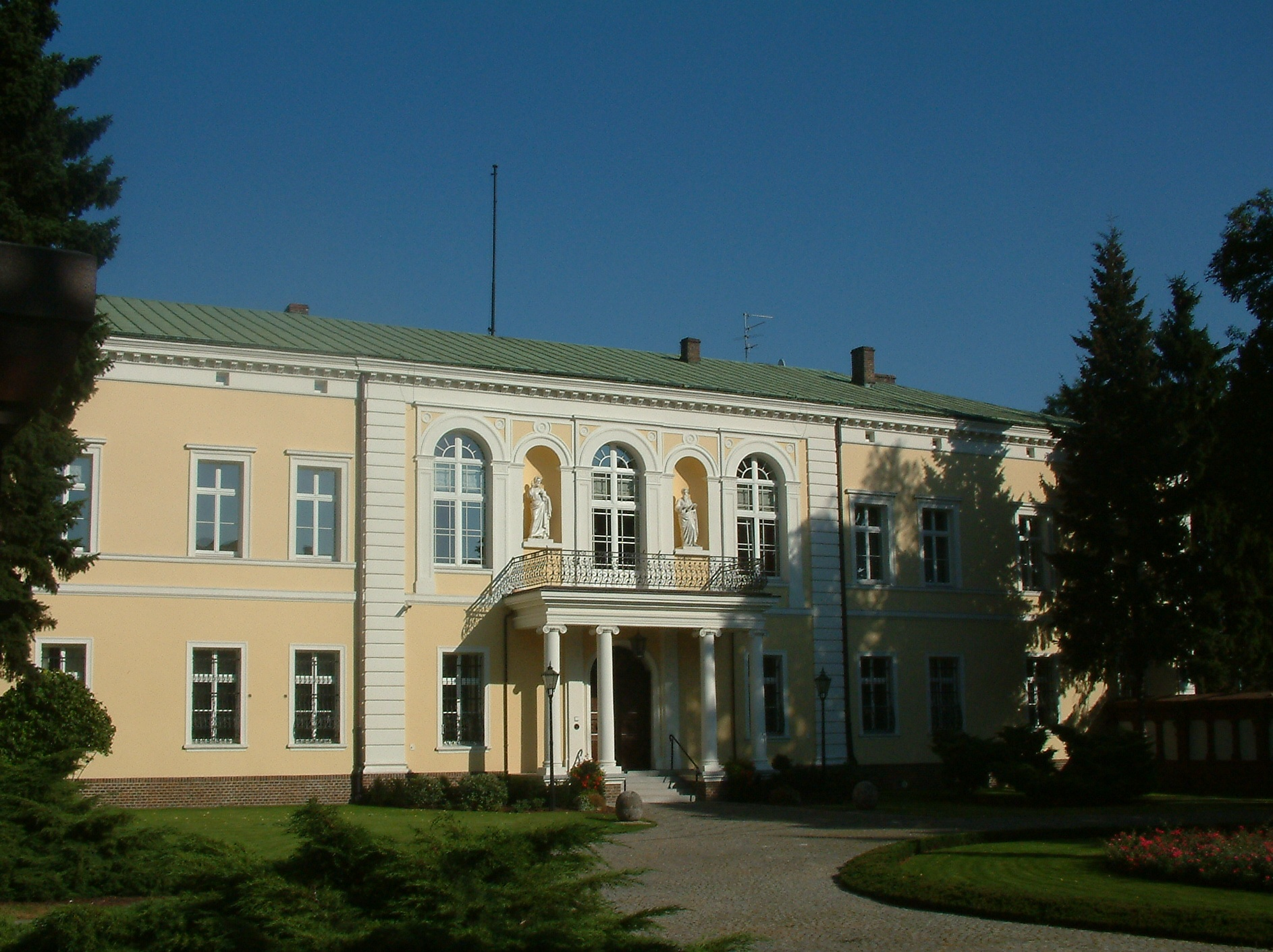
Palacio arzobispal

La arquidiócesis tiene 9700 km² y extiende su jurisdicción sobre los fieles católicos de rito latino residentes en la parte occidental del voivodato de Gran Polonia.
La sede de la arquidiócesis se encuentra en la ciudad de Poznan, en donde se halla la Catedral basílica de San Pedro y San Pablo. Además de la catedral, hay otras 5 basílicas menores en la arquidiócesis: la basílica colegiata de Nuestra Señora de la Consolación y de San Estanislao, en Szamotuły; la basílica en la Montaña Sagrada, en Głogówko; la basílica de San José, en Poznan; la basílica de San Nicolás, en Leszno; y la basílica de Nuestra Señora del Perpetuo Socorro y Santa María Magdalena, en Poznan.

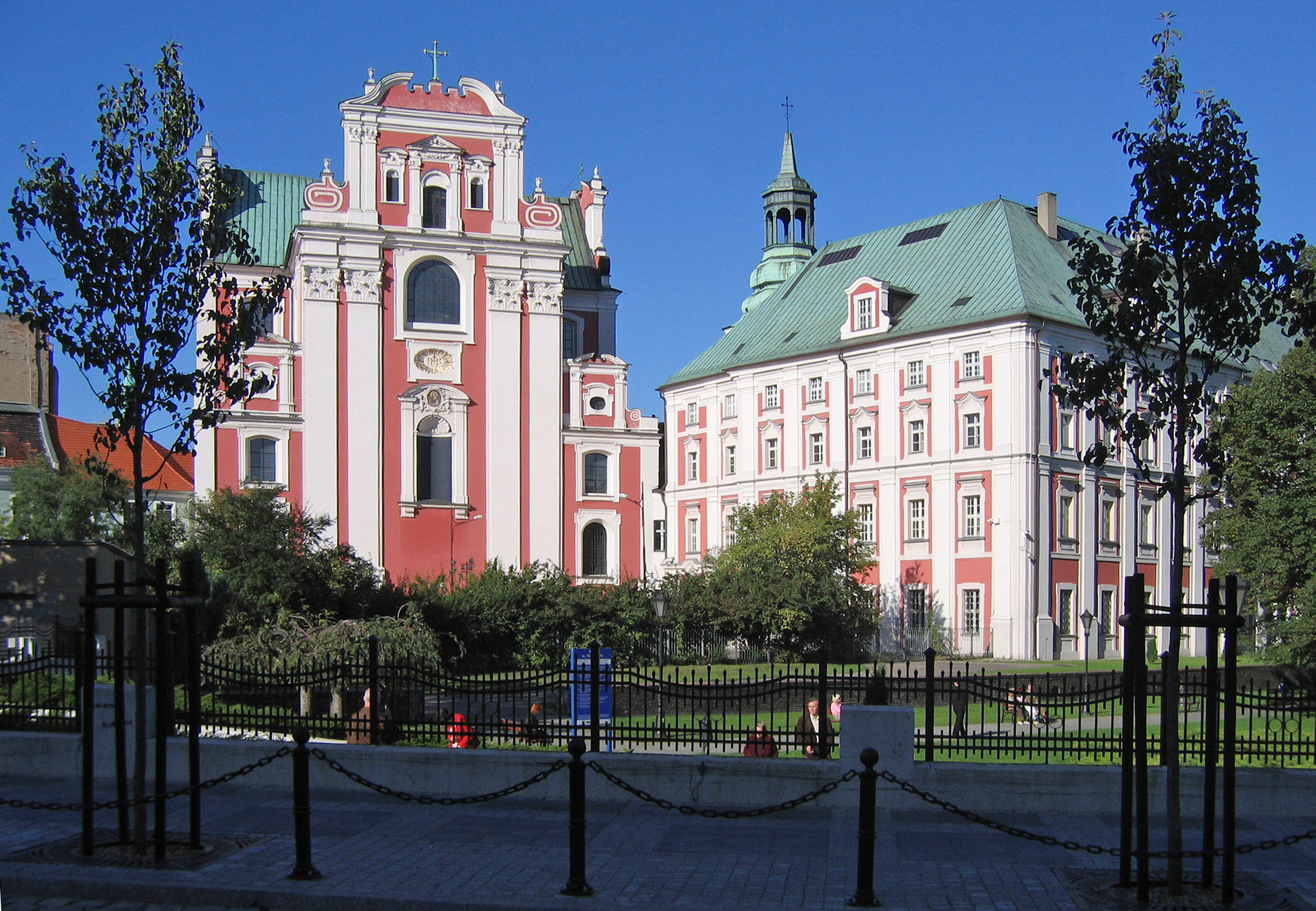
Basílica de Nuestra Señora del Perpetuo Socorro y Santa María Magdalena

La arquidiócesis tiene como sufragánea a la Kalisz.
En 2023 en la arquidiócesis existían 416 parroquias agrupadas en 42 decanatos.

## Historia
La diócesis de Poznan fue erigida en 968, siendo la primera diócesis polaca. Después de los años 999-1000, cuando se erigió la arquidiócesis de Gniezno, la diócesis de Poznan permaneció exenta de su jurisdicción metropolitana hasta el año 1075.
El cabildo catedralicio de Poznan existió ya en el siglo X. Su composición estuvo en constante evolución; el número máximo de miembros está documentado en el siglo XVI, cuando estaba compuesto por 10 dignidades y 34 canónigos.
Después de la erección de la sede de Gniezno y la definición de las fronteras entre las dos sedes, la diócesis de Poznan consistió en dos entidades territoriales no contiguas, en Gran Polonia, donde se encontraba la sede episcopal, y en Masovia, donde se encontraba Varsovia.
La división de la diócesis en parroquias está documentada ya en el siglo XIII. Las parroquias más antiguas son las de Oborniki, Przemęt, Zbąszyń, Kościan y Śrem. En el siglo XV el territorio estaba dividido en aproximadamente 560 parroquias.
En 1518 el obispo Jan Lubrański fundó la Academia Lubrański, la primera universidad de Poznan, que pronto se convirtió en un centro humanístico y teológico que preparaba candidatos para el estado clerical.
El 16 de octubre de 1798 cedió una porción de su territorio para la erección de la diócesis de Varsovia (hoy arquidiócesis) mediante la bula Ad universam agri del papa Pío VI.
El 16 de julio de 1821, mediante bula De salute animarum, del papa Pío VII, fue elevada al rango de arquidiócesis metropolitana y unida aeque principaliter a la arquidiócesis de Gniezno. Al mismo tiempo la arquidiócesis se expandió con porciones de territorio tomadas de la diócesis de Breslavia (los decanatos de Kempen y Schildberg).
El 28 de octubre de 1925 las fronteras entre las dos sedes de Gniezno y Poznan fueron cambiadas por la bula Vixdum Poloniae unitas emitida por el papa Pío XI, con un intercambio mutuo de dos decanatos: Miłosław y Jarocin pasaron a Gniezno, que cedió Ołobock y Krotoszyn a Poznan.
Durante la ocupación nazi de Polonia, casi todas las iglesias de la arquidiócesis fueron cerradas, incluida la catedral, que fue saqueada de todas sus obras de arte y muebles sagrados. Durante este período muchos sacerdotes fueron encarcelados o deportados y 240 fueron asesinados.
El 3 de mayo de 1946 se separó de facto de la arquidiócesis de Gniezno, aunque la división definitiva fue sancionada recién el 25 de marzo de 1992 mediante la bula Totus tuus Poloniae populus del papa Juan Pablo II. Con la misma bula, la arquidiócesis de Poznan cedió una parte de su territorio para la erección de la diócesis de Kalisz.
El 20 de junio de 1993 la arquidiócesis acogió por primera vez la visita apostólica de un pontífice, Juan Pablo II, con motivo de la beatificación de la madre Urszula Ledóchowska, fundadora de las Hermanas Ursulinas del Sagrado Corazón de Jesús en Agonía. El papa visitó Poznan nuevamente en 1997.
El 23 de marzo de 2004 la arquidiócesis cedió otras 26 parroquias a la arquidiócesis de Gniezno mediante el decreto Maiori animarum.

## Estadísticas
Según el Anuario Pontificio 2024 la arquidiócesis tenía a fines de 2023 un total de 1 499 660 fieles bautizados.
| Año                                                                             | Población            | Población | Población      | Sacerdotes | Sacerdotes    | Sacerdotes    | Bautizados por sacerdote | Diáconos permanentes | Religiosos | Religiosos | Parroquias |
| Año                                                                             | Bautizados católicos | Total     | % de católicos | Total      | Clero secular | Clero regular | Bautizados por sacerdote | Diáconos permanentes | Varones    | Mujeres    | Parroquias |
| ------------------------------------------------------------------------------- | -------------------- | --------- | -------------- | ---------- | ------------- | ------------- | ------------------------ | -------------------- | ---------- | ---------- | ---------- |
| 1950                                                                            | 1 250 000            | 1 300 000 | 96.2           | 625        | 513           | 112           | 2000                     |                      | 105        | 1322       | 386        |
| 1970                                                                            | 1 588 673            | 1 673 823 | 94.9           | 1065       | 780           | 285           | 1491                     |                      | 594        | 2159       | 428        |
| 1980                                                                            | 1 720 000            | 1 800 000 | 95.6           | 1095       | 854           | 241           | 1570                     |                      | 559        | 1759       | 471        |
| 1990                                                                            | 1 875 000            | 1 960 000 | 95.7           | 1203       | 948           | 255           | 1558                     |                      | 660        | 1752       | 499        |
| 1999                                                                            | 1 557 500            | 1 620 500 | 96.1           | 1046       | 777           | 269           | 1489                     |                      | 584        | 1574       | 412        |
| 2000                                                                            | 1 558 500            | 1 621 000 | 96.1           | 1041       | 779           | 262           | 1497                     |                      | 552        | 1566       | 414        |
| 2001                                                                            | 1 554 000            | 1 617 000 | 96.1           | 1080       | 779           | 301           | 1438                     |                      | 642        | 1467       | 415        |
| 2002                                                                            | 1 553 000            | 1 615 000 | 96.2           | 1081       | 779           | 302           | 1436                     |                      | 640        | 1382       | 420        |
| 2003                                                                            | 1 537 630            | 1 597 630 | 96.2           | 1047       | 787           | 260           | 1468                     |                      | 596        | 1303       | 421        |
| 2004                                                                            | 1 537 630            | 1 598 630 | 96.2           | 1066       | 810           | 256           | 1442                     |                      | 703        | 1322       | 423        |
| 2013                                                                            | 1 480 000            | 1 500 000 | 98.7           | 1008       | 718           | 290           | 1468                     |                      | 501        | 1015       | 405        |
| 2016                                                                            | 1 480 000            | 1 500 000 | 98.7           | 1079       | 755           | 324           | 1371                     |                      | 564        | 1000       | 412        |
| 2019                                                                            | 1 477 000            | 1 497 000 | 98.7           | 1049       | 748           | 301           | 1408                     |                      | 550        | 974        | 414        |
| 2021                                                                            | 1 493 700            | 1 514 600 | 98.6           | 1012       | 711           | 301           | 1475                     |                      | 529        | 914        | 414        |
| 2023                                                                            | 1 499 660            | 1 522 560 | 98.5           | 972        | 681           | 291           | 1542                     |                      | 418        | 893        | 416        |
| Fuente: Catholic-Hierarchy, que a su vez toma los datos del Anuario Pontificio. |                      |           |                |            |               |               |                          |                      |            |            |            |

### Vida consagrada
Las comunidades religiosas masculinas presentes en la arquidiócesis son: Orden de los Hospitalarios de San Juan de Dios, Orden de San Benito (benedictinos), Orden de los Predicadores (dominicos), Misioneros del Espíritu Santo, Congregación del Oratorio de San Felipe Neri (filipenses), Orden de Frailes Menores (franciscanos observantes), Orden de los Frailes Menores (franciscanos conventuales), Compañía de Jesús (jesuitas), Orden de los Carmelitas Descalzos, Congregación de los Misioneros de la Sagrada Familia, Misioneros Oblatos de María Inmaculada, Sociedad del Apostolado Católico (palotinos), Orden de los Clérigos Regulares pobres de la Madre de Dios de las Escuelas Pías (escolapios), Sociedad de San Francisco de Sales (salesianos), Hermanos del Sagrado Corazón, Misioneros del Verbo Divino, Congregación de la Resurrección de Nuestro Señor Jesucristo y Congregación de los Sagrados Corazones.
Entre las comunidades femeninas se encuentran: Adoratrices de la Sangre de Cristo, albertinas, Hermanas de la Familia de Betania, Hermanas de Santo Domingo de Polonia, Hermanas de Santa Isabel, Hermanas de San Félix Cantalicio, Congregación de Hermanas Franciscanas de la Familia de María, Congregación de Hermanas Franciscanas de la Penitencia y de la Caridad Cristiana, Hermanas del Santo Nombre de Jesús, Hermanas de Santa Eduviges, Orden de las Carmelitas Descalzas, Hermanas Carmelitas del Niño Jesús, Clarisas de Adoración Perpetua, Hermanas de la Beata Virgen María de la Misericordia, Hermanas de María Inmaculada, Hermanas de la Caridad de San Vincente de Paul, Misioneras del Apostolado Católico, Misioneras de Cristo Rey para los Emigrantes Polacos, Misioneras de San Pedro Claver, Misioneras de la Sagrada Familia, Hermanas de la Sagrada Familia de Nazareth, Hermanas Oblatas del Sagrado Corazón, Hermanas de la Divina Providencia, Hermanas del Buen Pastor, Sociedad del Sagrado Corazón de Jesús, Hijas de María Auxiliadora (salesianas), Hijas de la Beata Virgen María Dolorosa, Siervas del Espíritu Santo, Siervas de la Inmaculada Concepción de la Madre de Dios, Siervas de la Inmaculada Concepción de Silesia, Siervas de la Inmaculada Concepción de la Beata Virgen María, Instituto de María Nuestra Señora, Hermanas Discípulas de la Cruz, Ursulinas de la Unión Romana, Ursulinas del Sagrado Corazón de Jesús Agonizante, Hermanas del Trabajo Común de María Inmaculada y Hermanas de la Resurrección.
Los institutos seculares que tienen sedes en el territorio eclesiástico de Poznań son: Fraternidad Iesus Caritas, Instituto de Cristo Rey (ramas masculina y femenina), Misioneras de la Realeza de Cristo, Veritas et Cáritas, Instituto del Primado Wyszynski, Dominicanas de Orleans y Siervas de la Divina Misericordia.

## Episcopologio
- Jordan † (968-984 falleció)
- Anonimo † (984-991/992 falleció)
- Unger † (991/992-999? falleció)
- Tymoteusz † (1002-1020)
- Paulin † (1021-1035)
- Benedykt I † (1037-1048)
- Marceli † (1048-1065)
- Teodor † (1065-1087)
- Dionizy † (1088-1106)
- Wawrzyniec † (1106-1027)
- Michał ? † (1113-?)
- Marcin † (?-1142)
- Bogufał I † (1142-1146)
- Pean † (1146-1152)
- Stefan † (1152-1156)
- Radwan † (1156-1164)
- Bernard † (1164-1172)
- Cherubin † (1172-1180)
- Arnold I † (1180-1186)

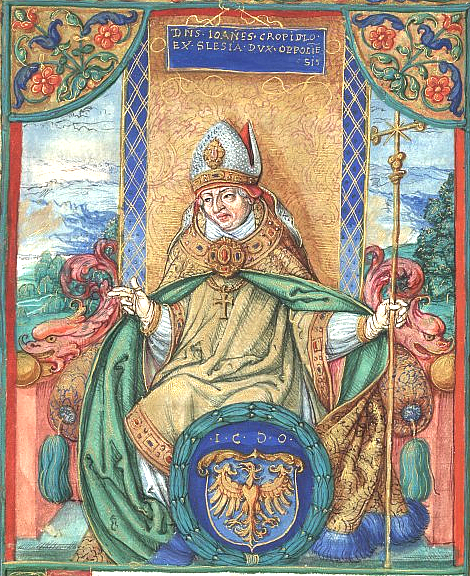
Jan Kropidło, obispo de Poznan en dos ocasiones, y un último período como administrador apostólico

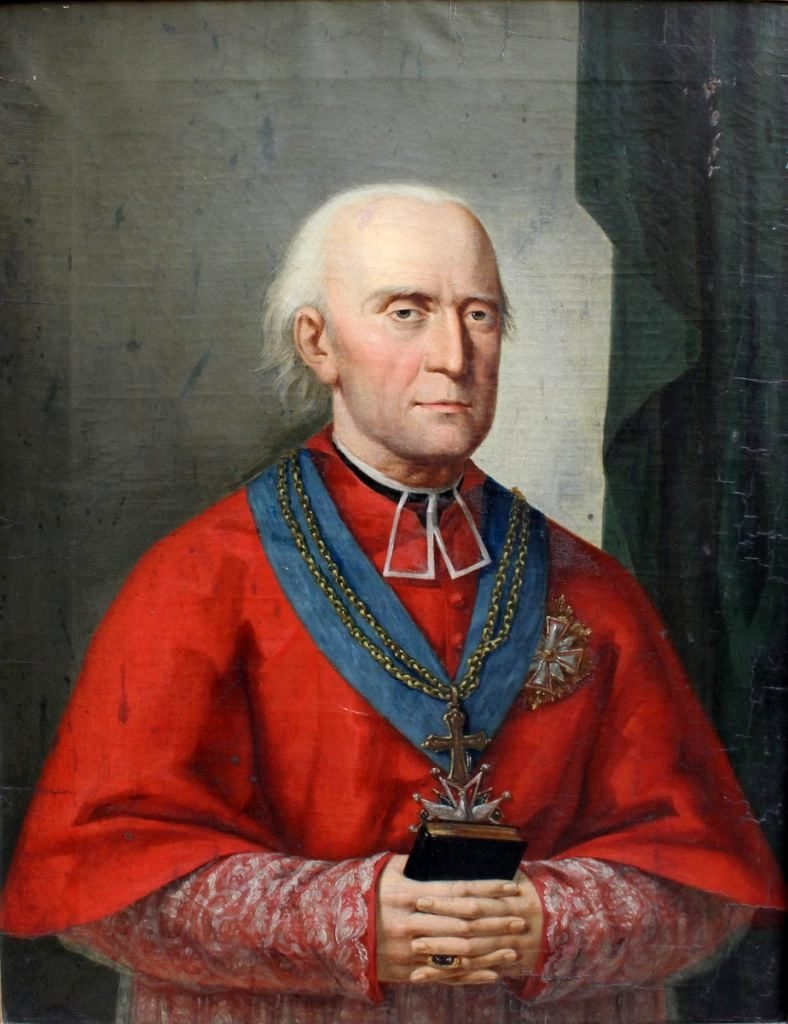
Tymoteusz Gorzeński ocupó la sede de Poznan de 1809 a 1825. Durante su episcopado el papa Pío VII elevó la diócesis al rango de arquidiócesis

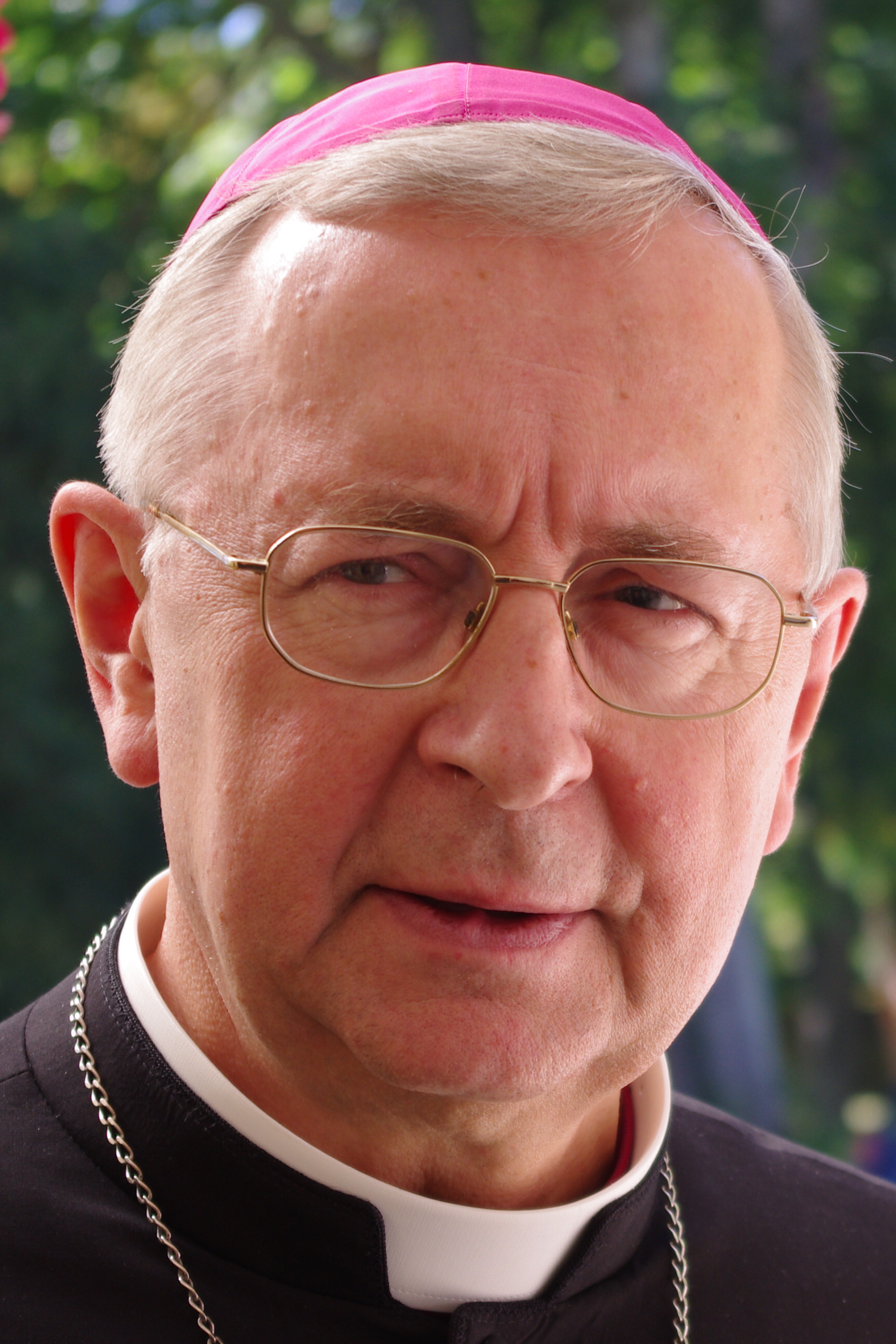
Stanislaw Gadecki, arzobispo de Poznan desde 2002 hasta 2005

- Beato Bogumił Piotr † (1186-1187 nombrado arzobispo de Gniezno)
- Benedykt II † (1187-1193)
- Mrokota † (1193-1196)
- Arnold II † (1196-1211)
- Filip † (1211)
- Paweł † (17 de julio de 1211-31 de marzo de 1240 falleció)
- Bogufał II † (1240-9 de febrero de 1253 falleció)
- Piotr Prawdzic † (1253-10 de mayo de 1254 falleció)
- Bogufał III z Czerlina † (7 de febrero de 1255-enero de 1265 falleció)
  - Falęta † (1266-1267) (obispo electo)
- Mikołaj I † (22 de mayo de 1267-1273 falleció)
- Jan Wyszkowic † (1273-1286)
- Jan Gerbicz † (1286-1298 falleció)
- Andrzej Zaremba † (1298-1311)
- Domarat Grzymała † (1311-12 de marzo de 1320 falleció)
- Jan Doliwa † (1325 instalado-1335)
- Jan Łodzia † (1335-1346 falleció)
- Andrzej z Wiślicy † (19 de febrero de 1347-17 de marzo de 1348 nombrado obispo de Schwerin)
- Wojciech Pałuka † (17 de marzo de 1348-31 de mayo de 1355 falleció)
- Jan z Lutogniewa † (11 de enero de 1356-14 de febrero de 1374 falleció)
- Mikołaj z Górki † (7 de mayo de 1375-de marzo de 1382 falleció)
- Jan Kropidło † (9 de junio de 1382-1384 nombrado obispo de Cuyavia)
- Dobrogost z Nowego Dworu † (1384-26 de enero de 1394 nombrado arzobispo de Gniezno)
- Jan Kropidło † (26 de enero de 1394-31 de julio de 1394 nombrado arzobispo a título personal de Kamień) (por segunda vez)
  - Jan Kropidło † (31 de julio de 1394-19 de noviembre de 1395) (administrador apostólico)
- Mikołaj Kurowski † (19 de noviembre de 1395-26 de abril de 1399 nombrado obispo de Cuyavia)
- Wojciech Jastrzębiec † (26 de abril de 1399-9 de agosto de 1412 nombrado obispo de Cracovia)
- Piotr Wysz Radoliński † (9 de agosto de 1412-1414 falleció)
- Andrzej Łaskarz Gosławski † (28 de septiembre de 1414-25 de agosto de 1426 falleció)
- Mirosław Brudzewski † (14 de octubre de 1426-1427 falleció)
- Stanisław Ciołek † (21 de mayo de 1428-noviembre de 1437 falleció)
- Andrzej Bniński † (21 de julio de 1438-5 de enero de 1479 falleció)
- Uriel Górka † (26 de mayo de 1479-antes del 24 de enero de 1498 falleció)
- Jan Lubrański † (22 de octubre de 1498-22 de mayo de 1520 falleció)
- Piotr Tomicki † (22 de junio de 1520-entre el 9 de diciembre de 1523 y el 17 de mayo de 1525 renunció[nota 4])
- Jan Latalski † (17 de mayo de 1525-15 de marzo de 1536 nombrado obispo de Cracovia)
- Giovanni de Lituania † (15 de marzo de 1536-18 de febrero de 1538 falleció)
- Stanisław Oleśnicki z Pinczowa † (25 de junio de 1538-27 de abril de 1539 falleció)
- Sebastian Branicki † (9 de septiembre de 1539-6 de mayo de 1544 falleció)
- Paweł Dunin Wolski † (10 de octubre de 1544-1546 falleció)
- Benedykt Izdbieński † (17 de mayo de 1546-18 de enero de 1553 falleció)
- Andrzej Czarnkowski † (1 de marzo de 1553-9 de julio de 1562 falleció)
- Adam Konarski † (25 de septiembre de 1562-1 de diciembre de 1574 falleció)
  - Sede vacante (1574-1577)
- Łukasz Kościelecki † (4 de marzo de 1577-26 de julio de 1597 falleció)
- Jan Tarnowski † (10 de noviembre de 1597-12 de junio de 1600 nombrado obispo de Cuyavia)
- Wawrzyniec Goślicki † (19 de marzo de 1601-31 de octubre de 1607 falleció)
- Andrzej Opaliński † (31 de octubre de 1607 por sucesión-1623 falleció)
- Jan Wężyk † (13 de mayo de 1624-22 de marzo de 1627 nombrado arzobispo de Gniezno)
- Maciej Łubieński † (14 de abril de 1627-24 de marzo de 1631 nombrado obispo de Cuyavia)
- Adam Nowodworski † (7 de abril de 1631-1634 falleció)
- Henryk Firlej † (9 de julio de 1635-1635 falleció)
- Andrzej Szołdrski † (21 de julio de 1636-1 de abril de 1650 falleció)
- Kazimierz Florian Czartoryski † (3 de octubre de 1650-31 de mayo de 1655 nombrado obispo de Cuyavia)
- Wojciech Tolibowski † (2 de agosto de 1655-1663 falleció)
- Stefan Wierzbowski † (26 de noviembre de 1663-7 de marzo de 1687 falleció)
- Stanisław Jan Witwicki † (24 de noviembre de 1687-4 de marzo de 1698 falleció)
- Mikołaj Stanisław Święcicki † (18 de mayo de 1699-1707 falleció)
  - Sede vacante (1707-1710)
- Mikołaj Bartłomiej Tarło † (7 de mayo de 1710-20 de septiembre de 1715 falleció)
- Krzysztof Antoni Szembek † (1 de julio de 1716-22 de julio de 1720 nombrado obispo de Cuyavia)
- Piotr Tarło † (16 de diciembre de 1720-1722 falleció)
- Jan Joachim Tarło † (15 de marzo de 1723-13 de agosto de 1732 falleció)
- Stanisław Józef Hozjusz † (19 de enero de 1733-13 de octubre de 1738 falleció)
- Teodor Kazimierz Czartoryski † (26 de enero de 1739-1 de marzo de 1768 falleció)
- Andrzej Stanisław Młodziejowski † (16 de mayo de 1768-20 de febrero de 1780 falleció)
- Antoni Onufry Okęcki † (20 de marzo de 1780 por sucesión-15 de junio de 1793 falleció)
- Ignacy Jan Zygmunt von Raczyński † (12 de septiembre de 1794-26 de agosto de 1806 nombrado arzobispo de Gniezno)
  - Sede vacante (1806-1809)
- Tymoteusz Gorzeński † (27 de marzo de 1809-16 de julio de 1821 nombrado arzobispo de Gniezno)
  - Sede unida a la arquidiócesis de Gniezno (1821-1946)
- Walentyn Dymek † (3 de mayo de 1946-22 de octubre de 1956 falleció)
- Antoni Baraniak, S.D.B. † (30 de mayo de 1957-20 de agosto de 1977 falleció)
- Jerzy Stroba † (21 de septiembre de 1978-11 de abril de 1996 retirado)
- Juliusz Paetz † (11 de abril de 1996-28 de marzo de 2002 renunció)
- Stanisław Gądecki (28 de marzo de 2002-19 de marzo de 2025 retirado)
- Zbigniew Jan Zieliński, desde el 19 de marzo de 2025